# 杰克·阿彻
杰克·阿彻（英語：Jack Archer，1921年8月10日—1997年7月29日），英国前男子田径运动员，主攻短跑。他曾代表英国参加1948年夏季奥林匹克运动会田径比赛，获得男子4×100米接力银牌。